# Eishockey-Weltmeisterschaft der Junioren 1992
Die Spiele der 16. Junioren-A-Weltmeisterschaft im Jahre 1992 fanden im Zeitraum vom 26. Dezember 1991 bis zum 4. Januar 1992 in Füssen und Kaufbeuren, Deutschland, statt. Die B-Gruppe wurde in Tychy und Oświęcim, Polen, ausgespielt und die C-Gruppe in Marino und Rom, Italien.

## A-Weltmeisterschaft
Die A-Weltmeisterschaft der Junioren wurde vom 26. Dezember 1991 bis 4. Januar 1992 in Deutschland ausgetragen. Die Spiele fanden in den bayrischen Städten  den Städten Füssen und Kaufbeuren statt.
Insgesamt nahmen acht Mannschaften am A-Turnier teil, darunter ab dem 1. Januar 1992 das GUS-Team, das die politisch nicht mehr existierende UdSSR ab diesem Tag repräsentierte. In das Turnier war die Mannschaft, dessen Kader auch Spieler aus Lettland und Litauen umfasste und damit nahezu identisch mit dem der ehemaligen sowjetischen Auswahl war, noch unter dem Namen und der Flagge der UdSSR gestartet. Dennoch holte es seinen neunten WM-Titel. Das Team aus der Schweiz stieg in die B-Gruppe ab.

### Austragungsorte
| Füssen |

| Kaufbeuren |

| Füssen |

| Kaufbeuren |

### Modus
Zugelassen waren männliche Spieler unter 20 Jahren (U-20). Teilgenommen haben acht Mannschaften, die in einer gemeinsamen Gruppe je einmal gegen jeden Gruppengegner antraten. Weltmeister wurde der Gruppensieger. Der Letzte stieg in die B-Weltmeisterschaft ab.

### Spiele
| 26. Dezember 1991 | Kanada | 5:4 (2:0, 1:3, 2:1) | Deutschland | Bundesleistungszentrum für Eishockey, Füssen |

| 26. Dezember 1991 | Schweden | 8:4 (1:2, 5:1, 2:1) | Tschechoslowakei | Bundesleistungszentrum für Eishockey, Füssen |

| 26. Dezember 1991 | UdSSR | 10:2 (4:0, 2:1, 4:1) | Schweiz | Eishalle am Berliner Platz, Kaufbeuren |

| 26. Dezember 1991 | USA | 5:1 (1:0, 1:0, 3:1) | Finnland | Bundesleistungszentrum für Eishockey, Füssen |

| 27. Dezember 1991 | Kanada | 6:4 (2:1, 2:0, 2:3) | Schweiz | Bundesleistungszentrum für Eishockey, Füssen |

| 27. Dezember 1991 | Finnland | 4:1 (1:0, 2:1, 1:0) | Tschechoslowakei | Eishalle am Berliner Platz, Kaufbeuren |

| 27. Dezember 1991 | Schweden | 3:4 (0:2, 3:0, 0:2) | UdSSR | Bundesleistungszentrum für Eishockey, Füssen |

| 27. Dezember 1991 | Deutschland | 2:6 (1:0, 1:3, 0:3) | USA | Bundesleistungszentrum für Eishockey, Füssen |

| 29. Dezember 1991 | Kanada | 2:2 (1:1, 1:0, 0:1) | Schweden | Eishalle am Berliner Platz, Kaufbeuren |

| 29. Dezember 1991 | UdSSR | 4:1 (2:0, 2:0, 0:1) | Finnland | Bundesleistungszentrum für Eishockey, Füssen |

| 29. Dezember 1991 | Deutschland | 2:8 (0:1, 1:2, 1:5) | Tschechoslowakei | Bundesleistungszentrum für Eishockey, Füssen |

| 29. Dezember 1991 | USA | 5:1 (0:1, 2:0, 3:0) | Schweiz | Bundesleistungszentrum für Eishockey, Füssen |

| 30. Dezember 1991 | Finnland | 2:2 (1:1, 0:0, 1:1) | Kanada | Bundesleistungszentrum für Eishockey, Füssen |

| 30. Dezember 1991 | Schweiz | 4:2 (1:0, 1:1, 2:1) | Tschechoslowakei | Bundesleistungszentrum für Eishockey, Füssen |

| 31. Dezember 1991 | Deutschland | 0:7 (0:4, 0:2, 0:1) | UdSSR | Bundesleistungszentrum für Eishockey, Füssen |

| 31. Dezember 1991 | Schweden | 8:6 (4:1, 4:3, 0:2) | USA | Eishalle am Berliner Platz, Kaufbeuren |

| 1. Januar 1992 | Kanada | 3:5 (2:1, 0:1, 1:3) | USA | Bundesleistungszentrum für Eishockey, Füssen |

| 1. Januar 1992 | Schweden | 4:3 (1:1, 3:1, 0:1) | Schweiz | Bundesleistungszentrum für Eishockey, Füssen |

| 1. Januar 1992 | Deutschland | 0:2 (0:0, 0:1, 0:1) | Finnland | Eishalle am Berliner Platz, Kaufbeuren |

| 1. Januar 1992 | GUS | 2:5 (0:2, 2:1, 0:2) | Tschechoslowakei | Bundesleistungszentrum für Eishockey, Füssen |

| 2. Januar 1992 | Tschechoslowakei | 6:1 (2:1, 3:0, 1:0) | Kanada | Bundesleistungszentrum für Eishockey, Füssen |

| 2. Januar 1992 | Schweiz | 3:7 (0:1, 3:1, 0:5) | Finnland | Bundesleistungszentrum für Eishockey, Füssen |

| 2. Januar 1992 | Deutschland | 1:10 (-:-, -:-, -:-) | Schweden | Bundesleistungszentrum für Eishockey, Füssen |

| 2. Januar 1992 | USA | 0:5 (0:2, 0:1, 0:2) | GUS | Eishalle am Berliner Platz, Kaufbeuren |

| 4. Januar 1992 | Kanada | 2:7 (1:2, 1:2, 0:3) | GUS | Bundesleistungszentrum für Eishockey, Füssen |

| 4. Januar 1992 | Finnland | 4:6 (3:1, 1:1, 0:4) | Schweden | Bundesleistungszentrum für Eishockey, Füssen |

| 4. Januar 1992 | Deutschland | 6:2 (2:1, 2:0, 2:1) | Schweiz | Eishalle am Berliner Platz, Kaufbeuren |

| 4. Januar 1992 | Tschechoslowakei | 2:3 (0:2, 1:0, 1:1) | USA | Bundesleistungszentrum für Eishockey, Füssen |

### Abschlusstabelle
| Pl | Land             | Sp | S | U | N | Tore  | Punkte |
| -- | ---------------- | -- | - | - | - | ----- | ------ |
| 1. | GUS              | 7  | 6 | 0 | 1 | 39:13 | 12: 2  |
| 2. | Schweden         | 7  | 5 | 1 | 1 | 41:24 | 11: 3  |
| 3. | USA              | 7  | 5 | 0 | 2 | 30:22 | 10: 4  |
| 4. | Finnland         | 7  | 3 | 1 | 3 | 21:21 | 07: 7  |
| 5. | Tschechoslowakei | 7  | 3 | 0 | 4 | 28:24 | 06: 8  |
| 6. | Kanada           | 7  | 2 | 2 | 3 | 21:30 | 06: 8  |
| 7. | Deutschland      | 7  | 1 | 0 | 6 | 15:40 | 02:12  |
| 8. | Schweiz          | 7  | 1 | 0 | 6 | 19:40 | 02:12  |

### Beste Scorer
Abkürzungen: Sp = Spiele, T = Tore, V = Assists, Pkt = Punkte, SM = Strafminuten; Fett: Turnierbestwert
| Spieler           | Mannschaft       | Sp | T | V | Pkt | SM |
| ----------------- | ---------------- | -- | - | - | --- | -- |
| Michael Nylander  | Schweden         | 7  | 8 | 9 | 17  | 6  |
| Peter Forsberg    | Schweden         | 7  | 3 | 8 | 11  | 30 |
| Markus Näslund    | Schweden         | 7  | 8 | 2 | 10  | 12 |
| Mikael Renberg    | Schweden         | 7  | 6 | 4 | 10  | 8  |
| Alexei Kowaljow   | GUS              | 7  | 5 | 5 | 10  | 2  |
| Eric Lindros      | Kanada           | 7  | 2 | 8 | 10  | 12 |
| Jarkko Varvio     | Finnland         | 7  | 8 | 1 | 9   | 20 |
| Jan Čaloun        | Tschechoslowakei | 7  | 8 | 1 | 9   | 8  |
| Kristian Gahn     | Schweden         | 7  | 3 | 6 | 9   | 6  |
| Róbert Petrovický | Tschechoslowakei | 7  | 3 | 6 | 9   | 10 |

### Titel, Auf- und Abstieg
| Weltmeister GUS | Wladislaw Buljin, Nikolai Chabibulin, Rawil Gusmanow, Alexei Jaschin, Darius Kasparaitis, Artjom Kopot, Konstantin Korotkow, Alexei Kowaljow, Sergei Kriwokrassow, Alexander Kusminski, Denis Metljuk, Boris Mironow, Ildar Muchometow, Andrei Nikolischin, Sandis Ozoliņš, Alexei Schitnik, Alexander Swerschow, Alexei Troschtschinski, Alexander Tscherbajew, Denis Winokurow, Michail Wolkow, Sergejs Žoltoks Trainerstab: Pjotr Worobjow, Waleri Goldobin, Wladimir Kamenew |

| Silber Schweden | Greger Artursson, Calle Carlsson, Patrik Ekholm, Peter Forsberg, Kristian Gahn, Jens Hemström, Jonas Höglund, Fredrik Jax, Andreas Johansson, Jakob Karlsson, Stefan Ketola, Stefan Klockare, Roger Kyrö, Magnus Lindquis, Björn Nord, Johan Norgren, Mattias Norström, Michael Nylander, Markus Näslund, Mikael Renberg, Niklas Sundblad, Rolf Wanhainen Trainer: Pär Mårts |

| Bronze USA | Brent Bilodeau, Rich Brennan, Jim Campbell, Mike Dunham, Chris Ferraro, Peter Ferraro, Todd Hall, Brian Holzinger, Chris Imes, Steve Konowalchuk, Scott Lachance, John Lilley, Brian Mueller, Pat Peake, Mike Prendergast, Brian Rafalski, Brian Rolston, Cordin Saudriff, Marty Schriner, Ryan Sittler, Keith Tkachuk, Chris Tucker Trainerstab: Walt Kyle, John Cunniff, Bob O’Connor |

| Aufsteiger: | Japan   |
| Absteiger:  | Schweiz |

### Auszeichnungen
Spielertrophäen
| Auszeichnung       | Spieler            | Team     |
| ------------------ | ------------------ | -------- |
| Bester Torhüter    | Mike Dunham        | USA      |
| Bester Verteidiger | Darius Kasparaitis | GUS      |
| Bester Stürmer     | Michael Nylander   | Schweden |

All-Star-Team
| Angriff:      | Peter Ferraro – Michael Nylander – Alexei Kowaljow |
| Verteidigung: | Janne Grönvall – Scott Niedermayer                 |
| Tor:          | Mike Dunham                                        |

## B-Weltmeisterschaft
Die B-Weltmeisterschaft wurde in den polnischen Städten Tychy und Oświęcim ausgetragen.

### Austragungsorte
| Tychy |

| Oświęcim |

| Tychy |

| Oświęcim |

### Spiele und Abschlusstabelle
| Team           | JPN | POL | NOR  | FRA | ROM | NED  | AUT | PRK | Tore  | Punkte |
| -------------- | --- | --- | ---- | --- | --- | ---- | --- | --- | ----- | ------ |
| 1. Japan       |     | 7:4 | 2:4  | 4:2 | 3:2 | 5:2  | 2:3 | 9:1 | 32:18 | 10:4   |
| 2. Polen       | 4:7 |     | 5:3  | 5:1 | 3:6 | 9:0  | 7:2 | 9:0 | 42:19 | 10:4   |
| 3. Norwegen    | 4:2 | 3:5 |      | 1:4 | 8:0 | 14:2 | 6:2 | 9:2 | 45:17 | 10:4   |
| 4. Frankreich  | 2:4 | 1:5 | 4:1  |     | 6:1 | 5:1  | 4:1 | 9:2 | 31:15 | 10:4   |
| 5. Rumänien    | 2:3 | 6:3 | 0:8  | 1:6 |     | 3:0  | 3:2 | 8:4 | 23:26 | 8:6    |
| 6. Niederlande | 2:5 | 0:9 | 2:14 | 1:5 | 0:3 |      | 4:1 | 5:1 | 14:38 | 4:10   |
| 7. Österreich  | 3:2 | 2:7 | 2:6  | 1:4 | 2:3 | 1:4  |     | 5:3 | 16:29 | 4:10   |
| 8. Nordkorea   | 1:9 | 0:9 | 2:9  | 2:9 | 4:8 | 1:5  | 3:5 |     | 13:54 | 0:14   |

### Auf- und Abstieg
| Aufsteiger in die A-Gruppe:  | Japan     |
| Absteiger aus der A-Gruppe:  | Schweiz   |
| Absteiger in die C-Gruppe:   | Nordkorea |
| Aufsteiger aus der C-Gruppe: | Italien   |

### Auszeichnungen
Spielertrophäen
| Auszeichnung       | Spieler                 | Team       |
| ------------------ | ----------------------- | ---------- |
| Bester Torhüter    | Fabrice Lhenry          | Frankreich |
| Bester Verteidiger | Per Christian Fjeldstad | Norwegen   |
| Bester Stürmer     | Michał Garbocz          | Polen      |

## C-Weltmeisterschaft
in Marino und Rom, Italien

### Vorrunde
| Team            | ITA  | DRK | GRE  | Tore  | Pkt. |
| --------------- | ---- | --- | ---- | ----- | ---- |
| 1. Italien      |      | 8:1 | 13:0 | 21: 1 | 4:0  |
| 2. Südkorea     | 1:8  |     | 7:0  | 8: 8  | 2:2  |
| 3. Griechenland | 0:13 | 0:7 |      | 0:20  | 0:4  |

| Team         | DAN  | HUN  | BUL  | Tore  | Pkt. |
| ------------ | ---- | ---- | ---- | ----- | ---- |
| 1. Dänemark  |      | 10:0 | 12:1 | 22: 1 | 4:0  |
| 2. Ungarn    | 0:10 |      | 8:0  | 8:10  | 2:2  |
| 3. Bulgarien | 1:12 | 0:8  |      | 1:20  | 0:4  |

| Team              | GBR  | ESP | YUG  | Tore  | Pkt. |
| ----------------- | ---- | --- | ---- | ----- | ---- |
| 1. Großbritannien |      | 4:5 | 12:4 | 16: 9 | 2:2  |
| 2. Spanien        | 5:4  |     | 3:6  | 8:10  | 2:2  |
| 3. BR Jugoslawien | 4:12 | 6:3 |      | 10:15 | 2:2  |

### Final- und Platzierungsrunden
| Team              | ITA | DAN | GBR | Tore | Pkt. |
| ----------------- | --- | --- | --- | ---- | ---- |
| 1. Italien        |     | 5:2 | 4:3 | 9:5  | 4:0  |
| 2. Dänemark       | 2:5 |     | 6:3 | 8:7  | 2:2  |
| 3. Großbritannien | 3:4 | 3:6 |     | 6:10 | 0:4  |

| Team        | ESP | HUN | DRK | Tore | Pkt. |
| ----------- | --- | --- | --- | ---- | ---- |
| 4. Spanien  |     | 5:4 | 6:4 | 11:8 | 4:0  |
| 5. Ungarn   | 4:5 |     | 4:3 | 8:8  | 2:2  |
| 6. Südkorea | 4:6 | 3:4 |     | 7:10 | 0:4  |

| Team            | BUL | YUG | GRE | Tore   | Pkt. |
| --------------- | --- | --- | --- | ------ | ---- |
| 7. Bulgarien    |     | 1:1 | -:- | 1:1    | 1:1  |
| 8. Jugoslawien  | 1:1 |     | -:- | 1:1    | 1:1  |
| 9. Griechenland | -:- | -:- |     | disqu. | –    |

### Abschlussplatzierung, Auf- und Abstieg
| Pl. | Team           |
| --- | -------------- |
| 1   | Italien        |
| 2   | Dänemark       |
| 3   | Großbritannien |
| 4   | Spanien        |
| 5   | Ungarn         |
| 6   | Südkorea       |
| 7   | Jugoslawien    |
| 7   | Bulgarien      |
| 9   | Griechenland   |

| Aufsteiger in die B-Gruppe: | Italien   |
| Absteiger aus der B-Gruppe: | Nordkorea |

### Auszeichnungen
Spielertrophäen
| Auszeichnung       | Spieler             | Team     |
| ------------------ | ------------------- | -------- |
| Bester Torhüter    | Matsknor Hendriksen | Dänemark |
| Bester Verteidiger | Miran Schrott       | Italien  |
| Bester Stürmer     | Roland Ramoser      | Italien  |